# TIFF
TIFF (Tagged Image File Format) es un formato de archivo informático para almacenar imágenes de mapa de bits. Es prevalente en la industria gráfica y en la fotografía profesional por su versatilidad y compresión no destructiva.

## Compresión
Las etiquetas también describen el tipo de compresión aplicado a cada imagen, que puede ser:
- Sin compresión
- PackBits
- Compresión Huffman modificado, el mismo que las imágenes de fax (UIT grupo III y IV anteriormente CCITT).
- LZW, compresión sin pérdida.
- JPEG

## Almacenamiento
Hay también etiquetas que especifican el formato interno de almacenamiento de la imagen: completas, por bandas o por secciones rectangulares, lo cual permite a muchas aplicaciones optimizar los tiempos de carga o leer únicamente la zona de interés de una imagen grande.
Un aspecto muy práctico del formato TIFF es que permite almacenar más de una imagen en el mismo archivo.
Un mito que ha de desterrarse es la idea de que el formato TIFF no permite comprimir las imágenes. No obstante, algunas cámaras fotográficas digitales ofrecen la opción de grabar fotos en el formato TIFF, lo cual suele entenderse como sin compresión.
El formato TIFF admite opcionalmente el sistema de compresión sin pérdida de calidad, el conocido como LZW (Lempel-Ziv-Welch).

## Creadores y dueños
El formato TIFF fue desarrollado por la desaparecida Aldus y Microsoft, y es actualmente propiedad de Adobe Systems.
La última revisión del formato es la número 6, del año 1992. Hay algunas extensiones, como las anotaciones que utiliza el Imaging de Microsoft, pero ninguna puede considerarse estándar.

## Otras aplicaciones
El uso de las etiquetas permite también crear extensiones para finalidades de sectores concretos, como el GeoTIFF, utilizado con fines cartográficos.